# Plac Tomasza Masaryka w Ostrawie
Plac Tomasza Masaryka (czes. Masarykovo náměstí) – jeden z głównych placów Ostrawy, rynek historycznej dzielnicy Morawska Ostrawa. Wytyczony w średniowieczu pozostawał w niezmienionej formie do lat 60. XX wieku, kiedy na skutek wyburzenia jednego kwartału uzyskał swój obecny kształt litery L. Obecny wygląd płyty placu jest wynikiem przebudowy ukończonej w 2007 r. Zabudowę stanowią głównie kamienice z początku XX wieku, dominantą jest budynek starego ratusza (siedziba muzeum).

## Historia

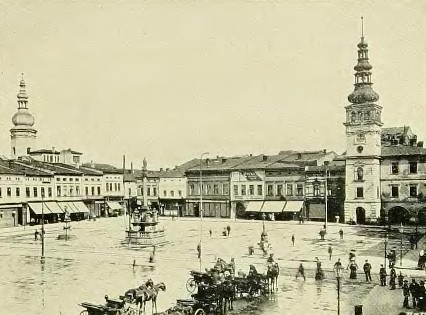
Widok na narożnik południowo-wschodni na przełomie XIX i XX wieku; widoczne małomiasteczkowe kamieniczki

Rynek wytyczony został jako centrum średniowiecznej Morawskiej Ostrawy, stanowił serce gospodarczego, kulturalnego i społecznego życia mieszkańców. Do początków XIX wieku był otoczony głównie przez budynki drewniane. W I poł. XVI wieku w pierzei południowej powstał ratusz miejski (wielokrotnie przebudowywany aż do końca XIX w.), a w następnym stuleciu plac ozdobiły: kolumna maryjna (1702), figura św. Floriana (1763) i studnia miejska.

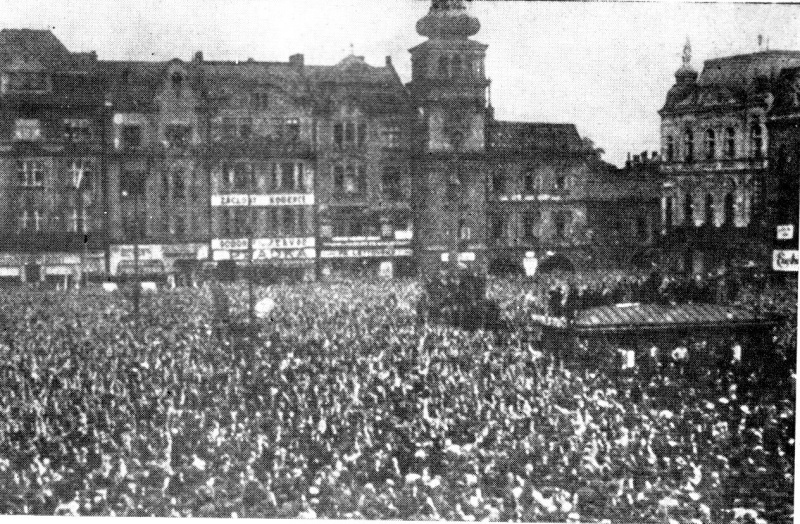
Demonstracja na pl. Masaryka we wrześniu 1938 r.

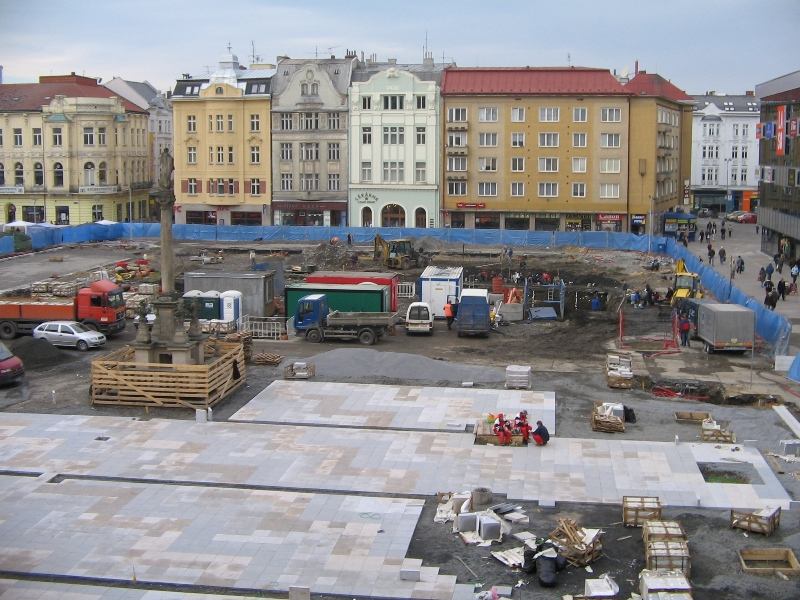
Plac Masaryka podczas przebudowy w 2006 r.

W XIX wieku plac zupełnie zmienił swoje oblicze. Drewniane budynki zostały zastąpione przez murowane (głównie jednopiętrowe) kamienice, położono bruk, założono oświetlenie, sieć kanalizacyjną itd. Do kolejnych wielkich zmian doszło na początku następnego stulecia i w okresie międzywojennym – stare małomiasteczkowe kamieniczki zostały zastąpione przez znacznie okazalsze budynki w stylu secesji i modernizmu. Plac stał się miejscem masowych imprez i demonstracji, jak np. z okazji wizyty prezydenta Masaryka w 1924 r. czy przeciw niemieckiej aneksji Kraju Sudetów w 1938 r.
Przez lata zmieniała się również nazwa głównego placu Ostrawy. Najpierw był to Ringplatz (Rynek), następnie Hauptplatz (pl. Główny). W 1919 r. przemianowano go na pl. Tomasza Masaryka (na cześć pierwszego prezydenta Czechosłowacji). W czasie II wojny światowej przywrócono nazwę Hauptplatz, a w 1945 r. przywrócono nazwę przedwojenną. Przetrwała ona do roku 1953, kiedy rynek stał się pl. Milicji Ludowych. Od 1989 r. plac znowu nosi nazwę pl. Masaryka.
W 1960 r. pod hasłem "estetyzacji" z płyty rynku usunięto zabytkową kolumnę maryjną (trafiła do magazynów ostrawskiego zoo), figurę św. Floriana (została ustawiona przed kościołem w dzielnicy Grabówka) i studnię; na miejscu tej pierwszej odsłonięto pomnik ochotnika milicji ludowych. W tym samym czasie wyburzono kwartał kamienic pomiędzy rynkiem, ul. 28 Października, Długą i Zamkową. Na skutek tych wyburzeń plac uzyskał swój obecny kształt – litery L. W 1989 r. usunięto pomnik ochotnika, a w 1992 r. na swoje miejsce powróciła kolumna maryjna.
W latach 2006–2007 miała miejsce przebudowa płyty rynku. Plac uzyskał nową granitową nawierzchnię, w którą wkomponowano mosiężne tablice mówiące o trzydziestu najważniejszych wydarzeniach z historii Ostrawy, powstała nowoczesna fontanna, przeniesiono tu z foyer Nowego Ratusza popiersie Tomasza Masaryka. Kosztująca 100 mln koron czeskich przebudowa spotkała się z głosami krytyki, głównie z powodu wycięcia rosnących tu wcześniej drzew. W 2008 r. na swoje miejsce powróciła figura św. Floriana.

## Ważne obiekty

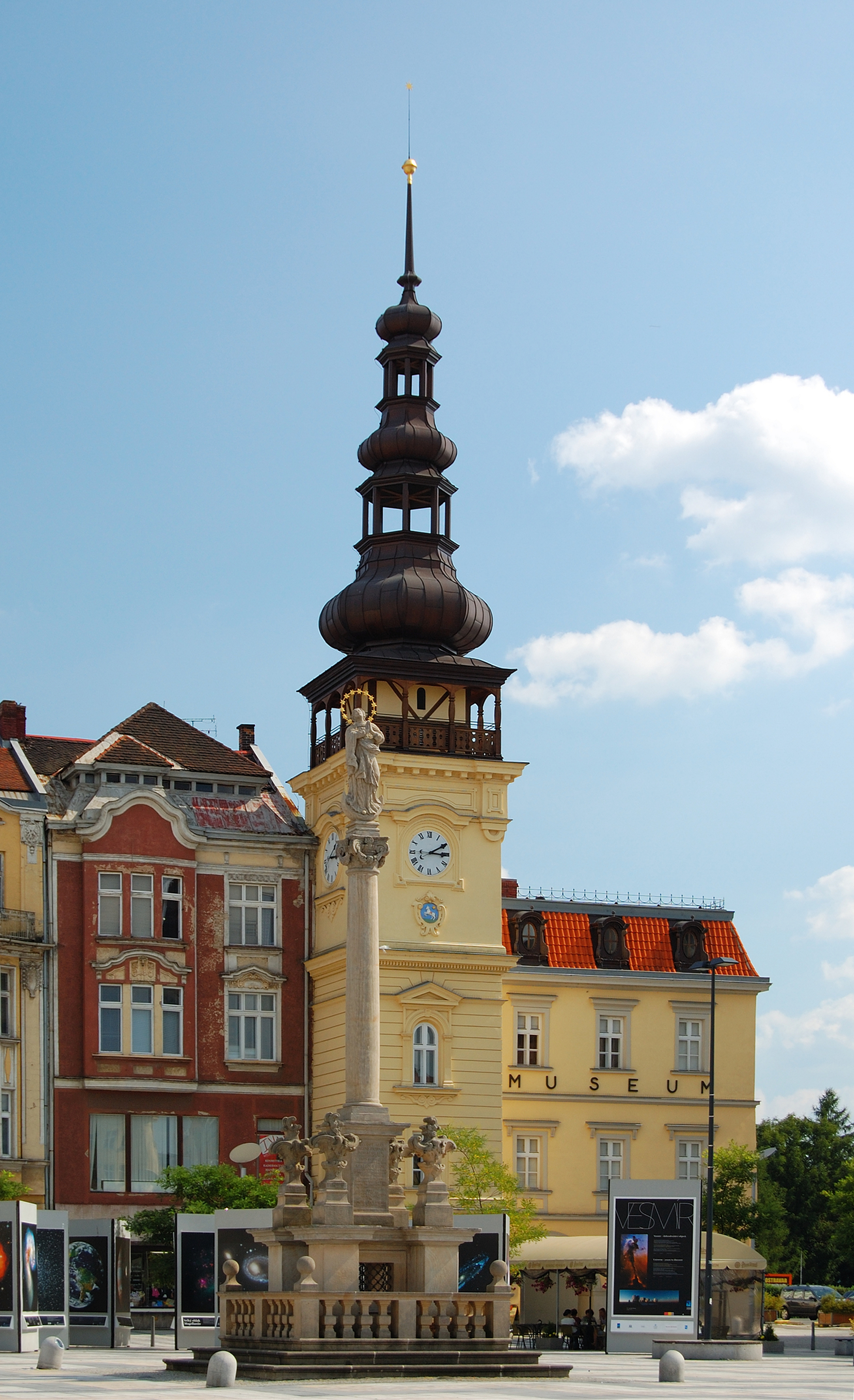
Kolumna maryjna i stary ratusz

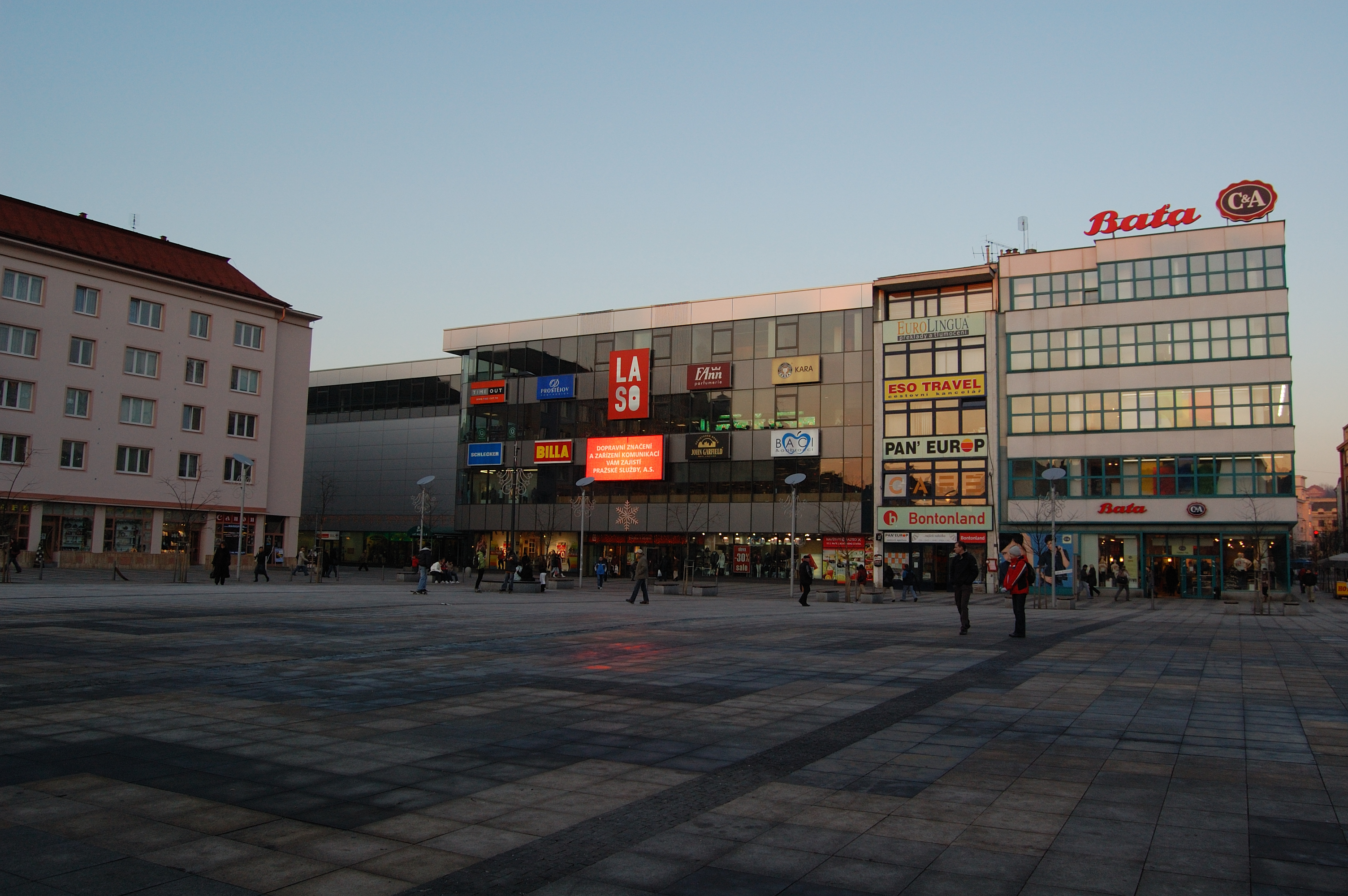
Domy handlowe na pl. Masaryka – od lewej: Laso, Pešat i Centrum Obuwia Bata

- kolumna maryjna – barokowa, mierząca 12 m, wykonana z piaskowca w 1702 r., zwieńczona figurą Matki Boskiej autorstwa Johanna Hyacinta Zelandera; powstała jako podziękowanie za koniec epidemii; usunięta w 1960 r., przeniesiona na zamek w Krawarzach, a potem do magazynów ostrawskiego zoo, powróciła na plac w roku 1992;
- figura św. Floriana – barokowa, wzniesiona w 1763 r. jako podziękowanie dla strażaków za ratowanie miasta podczas pożaru; usunięta w 1960 r., przeniesiona przed kościół w dzielnicy Grabówka, powróciła na plac w roku 2008;
- stary ratusz – powstał w XVI w. (pierwsza wzmianka pochodzi z 1539 r.), zbudowany od nowa po pożarze w 1556 r.; w latach 1737–1740 powstała barokowa wieża przebudowana w r. 1874 w stylu neorenesansowym; w 1837 r. nadbudowany o pierwsze piętro, w 1859 r. o drugie (oba w stylu empirowym); swoją funkcję pełnił do r. 1931, odtąd jest siedzibą Muzeum Ostrawskiego;
- kamienica Mikeska na rogu ul. Pocztowej – secesyjna, wybudowana w 1902 r. na potrzeby domu towarowego J. i F. Chmelów według projektu Aloisa Mihatscha i Hansa Ulricha; przez lata na parterze mieściła się popularna kawiarnia "Café Habsburg", przemianowana potem na "Prahę"; obecnie jej miejsce zajmuje księgarnia "Academia";
- kamienica nr 3 – powstała w 1898 r. z przebudowy w stylu neobarokowym według projektu Felixa Neumanna wcześniejszego budynku z końca XVIII wieku; od lat 60. XX wieku do r. 1999 mieścił się tu Krajowy Teatr Lalek;
- kamienica nr 20 – wybudowana w 1891 r. w stylu eklektycznym według projektu Felixa Neumanna jako dom mieszkalny i hotel Emanuela Neumanna; w 1924 r. przebudowana w stylu neoklasycyzmu; na parterze mieści się apteka Pod Złotą Koroną – najstarsza apteka w mieście założona przez Franza Jaescha w 1799 r., na trzecim piętrze zaś muzeum cytr Citerarium założone i kierowane przez Jana Folprechta, w którego zbiorach znajduje się 120 tych instrumentów, literatura poświęcona cytrom oraz sześć tysięcy partytur;
- dom handlowy Laso – wybudowany w 1984 r. jako DH "Prior", gruntownie przebudowany w 2006;
- dom handlowy Pešat – wybudowany w stylu modernistycznym w 1932 r.;
- Centrum Obuwia Bata – dom towarowy wybudowany w stylu modernistycznym w roku 1931 według projektu Jana Svobody i Františka Stalmacha;